# Грушівка (Кам'янський район)
Гру́шівка — село в Україні, у Криничанській селищній громаді Кам'янського району Дніпропетровської області.
Населення — 10 мешканців.

## Географія
Село Грушівка знаходиться на березі річки Грушівка, яка через 2 км впадає в річку Мокра Сура, вище за течією на відстані 3,5 км розташоване село Межове.

## Населення

### Мова
Розподіл населення за рідною мовою за даними перепису 2001 року:
| Мова       | Відсоток |
| ---------- | -------- |
| українська | 80 %     |
| російська  | 20 %     |